# Miedonia

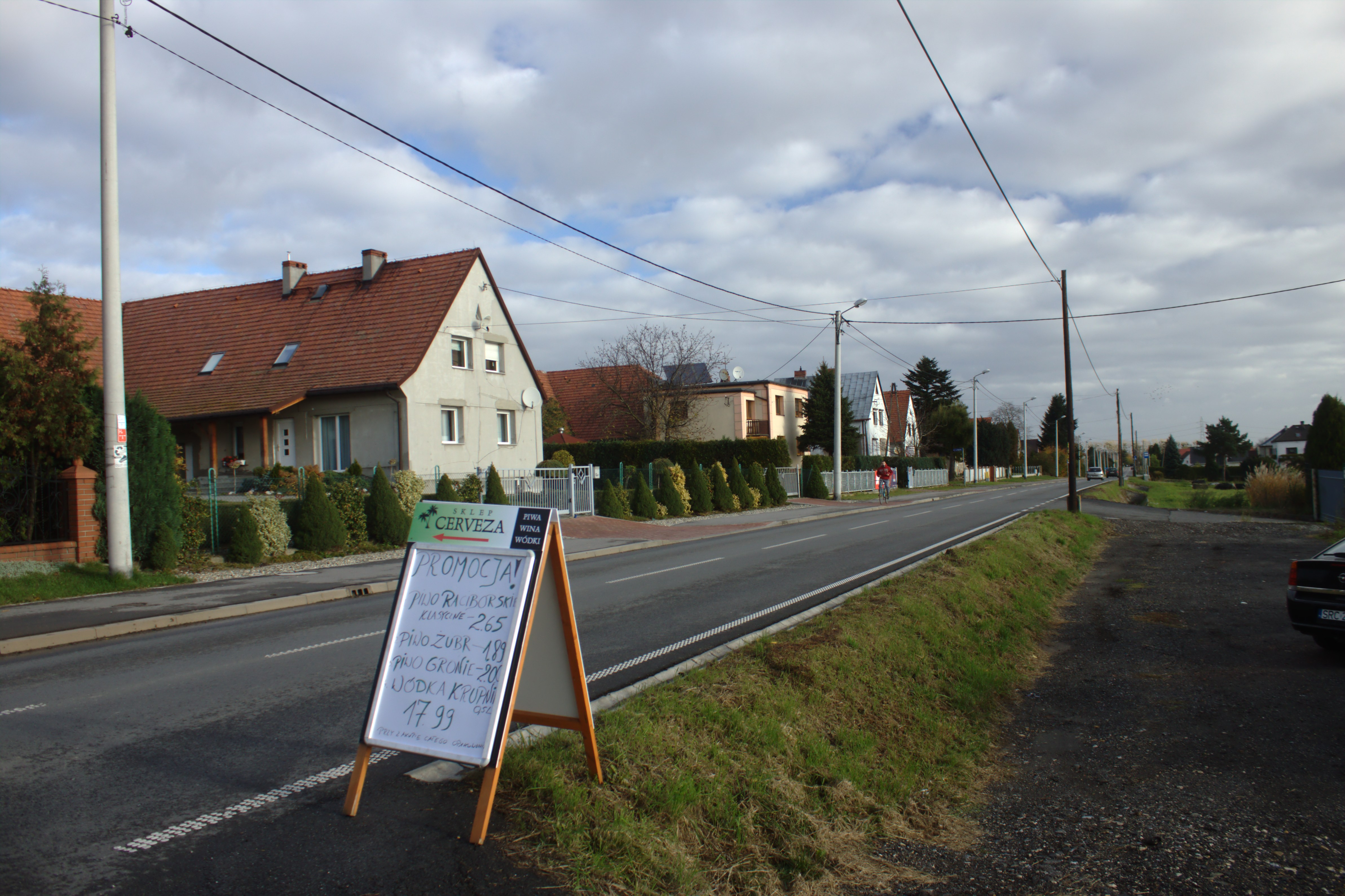
Ortsbild

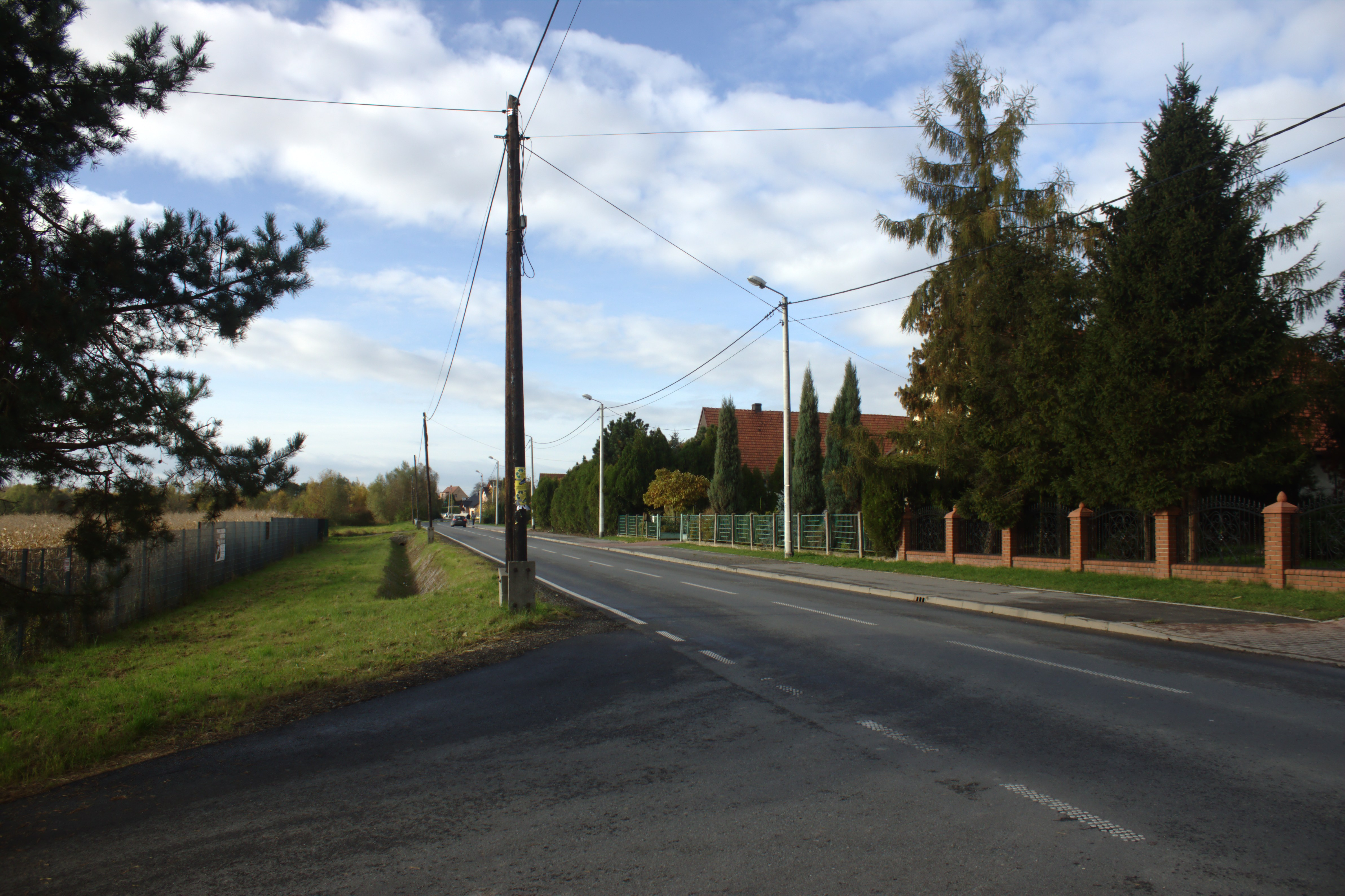
Ortsbild

Miedonia (deutsch Niedane, 1936–1945 Oderfurt O.S.) ist ein Stadtteil der Stadt Racibórz (Ratibor) im Powiat Raciborski (Landkreis Ratibor) in der Woiwodschaft Schlesien.

## Geografie
Miedonia befindet sich im Norden von Racibórz. Östlich verläuft die Oder.

## Geschichte
Der Ort entstand spätestens im 15. Jahrhundert und wurde 1416 als „Nedan“ erwähnt. Am 12. Januar 1445 folgte eine Erwähnung in einem Dokument des Herzogs Wenzel von Troppau und Ratibor. Darin verschreibt der Herzog seiner Gemahlin u. a. das Vorwerk Niedane und das Dorf Niedane.
1742 kam der Ort mit dem Großteil Schlesiens an Preußen. 1865 bestand der Ort aus einer Gemeinde und einem Rittergut. Die Gemeinde Niedane hatte einen Bauern, zwölf Gärtner, 35 Häusler und zwei Wassermühlen. Die Einwohner waren nach Altendorf eingeschult und eingepfarrt.
Bei der Volksabstimmung in Oberschlesien am 20. März 1921 stimmten 84 Wahlberechtigte für einen Verbleib bei Deutschland und 158 für Polen. Auf Gut Niedane stimmten 55 für Deutschland und elf für Polen. Niedane verblieb beim Deutschen Reich. 1936 wurde der Ort im Zuge einer Welle von Ortsumbenennungen der NS-Zeit in Oderfurt O.S. umbenannt. Bis 1945 befand sich der Ort im Landkreis Ratibor.
1945 kam der bis dahin deutsche Ort unter polnische Verwaltung und wurde in Miedonia umbenannt und der Woiwodschaft Schlesien angeschlossen. 1950 wurde er in die Woiwodschaft Oppeln und 1975 in die Woiwodschaft Kattowitz eingegliedert. 1975 wurde der Ort nach Racibórz eingemeindet. 1999 kam der Ort zum wiedergegründeten Powiat Raciborski und zur neuen Woiwodschaft Schlesien.

## Sehenswürdigkeiten und Bauwerke
- Wegkapelle aus dem 19. Jahrhundert
- 2 Wegkreuze